# Aglauropsis aeora
Aglauropsis aeora es una especie de hidrozoo de la familia Olindiidae.
Habita en el Pacífico oriental: Estados Unidos y Canadá.